# Astropecten andersoni
Astropecten andersoni is een kamster uit de familie Astropectinidae.
De wetenschappelijke naam van de soort werd in 1888 gepubliceerd door Percy Sladen.